# Ordine del santo principe Daniele di Mosca
L'Ordine del Santo Principe Daniele Di Mosca (in russo Орден святого благоверного князя Даниила Московского?, Orden svjatogo blagovernogo knjazja Danila Moskovkogo) è un riconoscimento della Chiesa ortodossa russa, istituito nel 1988. Comprende tre classi.

## Storia
L'Ordine è stato creato dal patriarca di Mosca Pimen I durante il Santo Sinodo del 28 dicembre 1988, per celebrare il 1000º anniversario della conversione al cristianesimo della Rus' di Kiev.

## Eleggibilità
Il riconoscimento può essere conferito a esponenti del clero, laici e in casi eccezionali ad organizzazioni e viene attribuito per opere a favore della vita spirituale in Russia.

## Descrizione
L'Ordine è composto di tre gradi:
I Classe
La medaglia è una croce bizantina di alpacca (con le travi mozzate al centro e leggermente concave agli estremi). Al centro della croce si trova, in rilievo e smaltato d'oro, un ritratto a mezzo busto di San Daniele, contenuto in un ovale incorniciato da due rami di palma smaltati di blu scuro. Sull'ampio nastro che collega i due rami di alloro, è scritto per esteso il nome dell'ordine. Sui quattro assi della croce sono scritti in caratteri d'oro della Chiesa Slava, "Fedele" in alto, "KNZ" a sinistra, "DANIIL" a destra e "ISKCON" in basso (Pio Principe Daniele di Mosca). Lungo le diagonali della croce, adiacenti all'ovale, si trovano quattro corone, ognuna decorata con strass e con al termine una corona a quattro punte. Nella parte superiore della medaglia si trova un trifoglio araldico
II Classe
Simile alla I Classe, ma fatta di alpacca argentata, al posto delle corone sono raffigurati dei raggi che partono dal centro della medaglia. Lo sfondo dell'immagine centrale di San Daniele è di colore rossastro con un nastro dorato.
III Classe
Simile alla II Classe, ma realizzata con la tecnica dell'annerimento. L'alloro dell'immagine centrale di San Daniele è di smalto blu.

## Regole di abbigliamento
La medaglia va portata nella parte sinistra del petto. 

## Riceventi degni di nota
Anatolij Karpov - Più volte campione del mondo di scacchi
İlham Əliyev - Presidente dell'Azerbaigian
V.N. Bavarin - Sindaco di Barnaul (1999)
Daniil Granin - Scrittore (2009)
Leonid Gorbenko - Ex-Governatore dell'Oblast' di Kaliningrad
Albert Karimov - Architetto (1995)
Nikolaj Karpov - Il primo sindaco eletto dal popolo di Soči (1996-2000), cittadino onorario della città di Soči (2006)
Aleksandr Kulikov - Arcivescovo, Decano della Cattedrale di San Nicola a Klennikah
Michail Prochorov - Uomo d'affari russo (2004)